# Clavatula colini
Clavatula colini é uma espécie de gastrópodes do gênero Clavatula, pertencente a família Clavatulidae.